# Râul Valea Mărului, Rusca
Râul Valea Mărului, Rusca, este un curs de apă, afluent de stânga al râului Rusca, Timiș. 

## Generalități
Râul Valea Mărului, Rusca nu are afluenți semnificativi.

## Hărți
- Harta Munții Poiana Rusca  Arhivat în 12 martie 2010, la Wayback Machine.
- Harta Județului Caraș-Severin